# Eugène Pittard
Eugène Pittard est un anthropologue suisse, né le 5 juin 1867 à Plainpalais (Genève) et mort le 11 mai 1962 au château de Morigny (Seine-et-Oise).

## Biographie
Dès l’âge de douze ans, Eugène Pittard possédait une collection d’objets hétéroclites : cailloux aux formes bizarres, fossiles, coquillages. Les sciences naturelles l’attirent. C’est donc à la faculté des sciences qu’il va s’inscrire comme étudiant.
En 1899, il obtient le titre de docteur ès sciences de l’université de Genève en présentant la première thèse d’anthropologie de son Alma mater : Recherche d’anatomie comparative sur diverses séries de crânes anciens de la vallée du Rhône (Valais). Conquis par l’anthropologie, il y consacra la plus grande partie de sa vie. Deux grandes enquêtes anthropologiques, l’une sur les crânes de la vallée du Rhône, l’autre, sur le vivant, dans la péninsule des Balkans, l’amènent à publier de nombreux mémoires dans différentes revues spécialisées puis deux ouvrages majeures : Crania Helvetica et plus tard Les Peuples des Balkans. Ces mémoires vont avoir un succès retentissant car la science anthropologique en est à ses débuts et par ses travaux, Pittard ouvrit des horizons nouveaux, éclaira des problèmes raciologiques.[réf. nécessaire]
En 1900, il épouse Hélène Dufour.
Très vite, il acquiert une renommée internationale. Henri Berr, directeur de la Bibliothèque de synthèse historique, le pria d’écrire pour la série « Évolution de l’Humanité » une introduction ethnologique à l’histoire. C’est ainsi que son œuvre de synthèse Les Races et l’Histoire vit le jour en 1924. Elle fut traduite en plusieurs langues. Dans cet ouvrage, Eugène Pittard a été l'un des premiers à invalider scientifiquement la notion des races humaines. L’Université du Cap lui demanda d’étudier la matériel ostéologique bochiman qu’elle possédait et lui envoya, à Genève, de nombreuses caisses contenant les squelettes d’environ deux cents Boschimans. Ce matériel qui retourna au Cap en 1939 donna lieu à de nombreuses publications.
En 1905, Pittard découvre le site préhistorique des Festons près de Brantôme en Dordogne au sein d’un vallon inhabité. Ainsi, il mentionne pour la première fois la gravure aurignacienne et l’utilisation de l’os comme outils à l’époque moustérienne. Il met au jour une station dont l’âge se situe entre le Moustérien et l’Aurignacien. Les revues de préhistoire lui demandent ses manuscrits. Il fait aussi des fouilles en Albanie où il découvre un site néolithique près du lac Presba et, plus tard, en Turquie où il découvre une station paléolithique à Adi-Yaman, près de Malatia.
Tous ses mémoires lui valent de multiples distinctions : il est nommé membre correspondant ou d’honneur de nombreuses sociétés scientifiques à Paris, Lyon, Stockholm, Munich, Rome, Bruxelles, Florence, Lisbonne, Berlin, Londres, Bâle, Lausanne, Fribourg, Neuchâtel, etc.
Sa valeur internationale reconnue, il est désigné comme président du XIVe Congrès international d’Anthropologie et d’Archéologie préhistorique qui tient ses assises à Genève en 1912. Il a déjà reçu et va recevoir encore des prix et des médailles d’or (cf. infra).
Il crée en 1901 le Musée d’ethnographie de Genève, en 1912, l’Institut suisse d’anthropologie, en 1914, une revue scientifique, Les Archives suisses d’anthropologie générale, en 1916, la chaire d’anthropologie et de préhistoire à l’Université. Plus tard en 1949, il fondera la Société suisse des Américanistes.
À côté de son activité scientifique, il déployait une activité sociale. Pendant de nombreuses années, il s’est occupé de la Caisse de subsides des Étudiants. En 1924, délégué par la Société des Nations, il s’en alla ravitailler en blé le peuple albanais en fonda à ce moment la Croix-Rouge albanaise. Pendant ses séjours en Roumanie, il étudia la secte des Scoptes sur laquelle il écrira La Castration chez l’homme et les modifications morphologiques qu’elle entraîne. C’est toujours dans ce même esprit qu’il publia en 1932 un livre sur les Tziganes ou Bohémiens, ces populations opprimées. Le problème du cancer le tourmentait beaucoup : en 1926, il publia avec Niceforo les Considérations sur les rapports présumés entre le cancer et la race.

## Principaux titres et distinctions
- Professeur à l’Université de Genève (anthropologie générale et préhistoire) (1916-1949).
- Doyen de la Faculté des sciences de l’Université de Genève (1929-1933).
- Recteur de l’Université de Genève (1940-1942).
- Fondateur du Musée d'ethnographie de la Ville de Genève (1901).
- Directeur dudit musée pendant 50 ans (1901-1951) puis directeur honoraire.
- Prix Broca, Société d’anthropologie de Paris.
- Médailles d’or (prix Gallois et prix Barbié du Bocage) de la Société de géographie de Paris.
- Médaille d’or de la reconnaissance de la Ville de Genève.
- Médaille de bronze de la Société médicale de Genève.
- Médaille d’argent de l’Université de Genève.
- Commissaire de la Société des Nations.
- Membre d’honneur de :
  - Royal Anthropological Institute of Great Britain and Ireland,
  - Société d'anthropologie de Lyon,
  - Académie de Toulouse,
  - Académie de lettres et des sciences de Lyon,
  - Association pour l’enseignement des sciences anthropologique de Liège,
  - Société dauphinoise d’anthropologie et d’ethnologie,
  - Société royale de géographie de Roumanie,
  - Société de morphologie de Paris,
  - Académie florimontane (Haute-Savoie),
  - Société médicale de Genève,
  - Société espagnole d’anthropologie, d’ethnographie et de préhistoire,
  - Société turque d’histoire,
  - Société vaudoise des sciences naturelles,
  - Société suisse de préhistoire,
  - Société de géographie et d’ethnographie de Bâle,
  - Académie des sciences naturelles du Chili (Santiago).
- Président d’honneur,
  - de la Gypsy Lore Society (Angleterre),
  - de la Société préhistorique française,
  - de la Société de géographie de Genève.
- Membre d’honneur du Conseil permanent du Congrès international des Sciences anthropologiques et ethnologiques.
- Docteur honoris causa des universités de Lausanne, Bâle, Bucarest et Paris (Sorbonne).
- Missions scientifiques du ministère de l’Instruction publique de Roumanie (dès 1902), de la Société d’anthropologie de Paris, etc.
- Président effectif et président d’honneur de plusieurs Congrès internationaux d’anthropologie et d’archéologie préhistorique.
- Plusieurs fois président de la Société de géographie de Genève, de la Société suisse d’anthropologie et d’ethnologie, de la Société de physique et d'histoire naturelle de Genève.
- Président de la Société suisse des Américanistes.
- Délégué du Conseil fédéral à plusieurs Congrès internationaux.
- Créateur de la chaire d’anthropologie à l’université de Genève.
- Fondateur de la Croix-Rouge albanaise.
- Fondateur de l’Institut suisse d’anthropologie de l’université de Genève.
- Fondateur des Archives suisses d’anthropologie générale.
- Fondateur de la Société suisse des Américanistes.
- Fondateur (avec le professeur Constantin Brăiloiu) des Archives internationales de musique populaire.
- Nombreuses décorations des gouvernements roumain, albanais, tunisien, belge et brésilien.
- Commandeur de la Légion d'honneur[4].
- Commandeur de l'ordre de Léopold.

## Ouvrages et publications
- Dans le Dobroudja (Roumanie) ; notes de voyage, 1902, 166 p.
- Crania Helvetica I ; les crânes valaisans de la vallée du Rhône, 1909-1910, 512 p.
- Les races belligérantes ; esquisse anthropologique, 1916, 96 p.
- La Roumanie, Paris, 1917, 327 p.
- Les peuples des Balkans ; recherches anthropologiques dans la Péninsule des Balkans, spécialement dans la Dobroudja, Genève, 1920, 634 p.
- Les races et l'Histoire ; introduction ethnologique à l’histoire, Paris, 1924, 619 p. Édition revue et corrigée avec addendum, 1953.
- Considérations sur les rapports présumés entre le cancer et la race ; d’après l’étude des statistiques anthropologiques et médicales de quelques pays d’Europe (avec Alfredo Niceforo), Publication de la S.D.N., 1926, 330 p.
- À travers l'Asie mineure ; le visage nouveau de la Turquie, Paris, 1931, 312 p.
- Les Tziganes ou Bohémiens ; recherches anthropologiques dans la Péninsule des Balkans, Genève, 1932, 288 p.
- La Castration chez l’homme et les modifications morphologiques qu’elle entraîne ; recherches sur les adeptes d’une secte d’eunuques mystiques, les Skoptzy, Genève, 1934, 327 p.
- Histoire des premiers hommes, 1944, La Guilde du Livre, 116 p.
- Les civilisations précolombiennes, 1946, 135 p.
- Le cancer et la race, Genève, 1953, 72 p.
- « Les Festons. Gisement paléolithique de Brantôme (Dordogne) », avec Mme Raymonde-Suzanne de Saint-Périer, Genève, 1955, Archives suisses d'anthropologie générale, 20, no 1-2, p. 1–141.
- Plus de 600 mémoires dans diverses revues en France, Italie, Angleterre, Roumanie, Belgique, Suisse, etc. concernant les disciplines suivantes :
  - Morphologie comparative, morphogénie, biologie humaine, croissance.
  - Ethnologie, caractéristiques raciales.
  - Préhistoire – ethnographie.
  - Races préhistoriques de la Suisse.
  - Grandes maladies des races humaines.
- Plus d’un millier d’articles de journaux.

## Sources
- Tirage à part du Bulletin annuel du musée et institut d'ethnographie de la ville de Genève par Mme M. Lobsiger-Dellenbach; no 5 - 1962
- L’irrésistible «mendiant magnifique». Campus, magazine de l'Université de Genève no 105 septembre-novembre 2011
- « Eugène Pittard et le MEG ». Journal du Musée d'Ethnographie de Genève. no 65 octobre 2013 - Mars 2014 [PDF]
- Gion M. IONESCU / Etiopienii în Dacia preistorică /  Bucarest / Tipografia, Stereotipia / 1926 / p. 6
- scribd
- L’irrésistible «mendiant magnifique». Campus, magazine de l'Université de Genève no 105 septembre-novembre 2011
- « Eugène Pittard et le MEG ». Journal du Musée d'Ethnographie de Genève. no 65 octobre 2013 - Mars 2014 [PDF]
- Marguerite Lobsiger-Dellenbach, Georges Lobsiger-Dellenbach, « Eugène Pittard 1867–1962 », Le Globe (revue genevoise de géographie), tome 102, 1962, pp. 22–25 (lire en ligne)
- Mohamed Mahmoud Mohamedou et Davide Rodogno, Temps, espaces et histoires : monuments et héritage raciste et colonial dans l'espace public genevois : état des lieux historique, Genève, Institut de hautes études internationales et du développement, 2022, 179 p. (ISBN 978-2-940600-32-8, lire en ligne), p. 99-101.